# Wolfgang Bunse
Wolfgang Bunse ist ein ehemaliger deutscher Basketballspieler.

## Laufbahn
Bunse spielte von 1969 bis 1972 beim TuS 04 Leverkusen, für den er in 66 Bundesliga-Spielen im Schnitt 9,8 Punkte verbuchte und mit dem er 1970, 1971 und 1972 deutscher Meister wurde, ehe er 1972 innerhalb der Basketball-Bundesliga zum 1. FC Bamberg wechselte. Hinter Jim Wade war er im Spieljahr 1972/73 zweitbester Bamberger Korbschütze (299 Punkte). Zunächst stand er für die Oberfranken auch in der Saison 1973/74 auf dem Feld, verließ die Mannschaft jedoch im Laufe des Spieljahres aus privaten Gründen. Während seiner Leverkusener Zeit absolvierte Bunse auch Europapokalspiele.